# Полуостров Меншикова
Полуостров (первоначально остров) Меншикова - полуостров в северо-восточной части залива Советская Гавань у входа в залив, оканчивается мысом Меншикова. Перемычка с материком искусственная. Назван по названию мыса, названного в 1854 лейтенантом Н.К. Бошняком в честь барка «Князь Меншиков», заходившего весной этого года в залив и оказавшего помощь умирающим от цинги членам экспедиции лейтенанта Н.К. Бошняка.